# Ursula Welter (Journalistin)
Ursula Welter (* 29. Juli 1962 in Kierspe) ist eine deutsche Hörfunkjournalistin.

## Werdegang
Nach ihrem Abitur an der Evangelischen Landesschule zur Pforte in Meinerzhagen 1981 studierte Welter Volkswirtschaftslehre und Politologie an der Universität zu Köln. Dort schloss sie 1986 als Diplom-Volkswirtin sozialwissenschaftlicher Richtung ab.
Seit 1982 war sie freie Mitarbeiterin beim Deutschlandfunk (DLF) und dem Westdeutschen Rundfunk, absolvierte beim DLF nach dem Studium ein Volontariat und arbeitete dort als Redakteurin in den Redaktionen Politik und Zeitgeschehen sowie in der Abteilung Wirtschaft und Gesellschaft. 2007 wechselte sie in die Abteilung Hintergrund und übernahm dort anderthalb Jahre später die Leitung der Redaktion Europa- und Außenpolitik. Von 2011 bis 2016 war sie Korrespondentin des Deutschlandradios in Paris. Seit Juni 2016 leitet sie die Abteilung Hintergrund des Deutschlandfunks.
Ursula Welter-Müchler ist mit Günter Müchler, dem langjährigen Programmdirektor des Deutschlandfunks bzw. Deutschlandradios, verheiratet.

## Preise
- 1999 Deutsch-Französischer Journalistenpreis, Sonderpreis Deutsch-französischer Kulturrat/Hörfunk, für den Radiobeitrag Lettres et paroles de poilus (1914-1918), Feldpostbriefe (1914-1918), mit Yves Laplume, Jean-Pierre Guéno und Christoph Heinemann[3]
- 2016 Friedrich-Vogel-Hauptpreis, Sparte Hörfunk, für die Serie Wunder im Trümmerland. Die Paten der Sozialen Marktwirtschaft, mit Stephanie Rapp[4]